# Nutkaros
Nutkaros (Rosa nutkana), en art i familjen rosväxter och förekommer naturligt från Alaska till Kalifornien och sydcentrala USA. Arten odlas ibland som trädgårdsväxt i Sverige.

## Synonymer
- Rosa muriculata Greene